# Банен
Бане́н (фр. Baneins) — коммуна во Франции, находится в регионе Рона — Альпы. Департамент — Эн. Входит в состав кантона Сен-Тривье-сюр-Муаньян. Округ коммуны — Бурк-ан-Брес.
Код INSEE коммуны — 01028.

## География
Коммуна расположена приблизительно в 360 км к юго-востоку от Парижа, в 40 км севернее Лиона, в 28 км к юго-западу от Бурк-ан-Бреса.

## Климат
Климат полуконтинентальный с холодной зимой и тёплым летом. Дожди бывают нечасто, в основном летом.

## Население
Население коммуны на 2010 год составляло 572 человека.
| 1962 | 1968 | 1975 | 1982 | 1990 | 1999 | 2010 |
| ---- | ---- | ---- | ---- | ---- | ---- | ---- |
| 267  | 284  | 254  | 307  | 377  | 528  | 572  |

## Администрация
| Период | Период | Фамилия        | Партия                  | Примечания                         |
| ------ | ------ | -------------- | ----------------------- | ---------------------------------- |
| 1959   | 1977   | Франсуа Жирар  |                         |                                    |
| 1977   | 1995   | Жоанни Дидьен  |                         |                                    |
| 1995   | 1998   | Жан Дюран      |                         |                                    |
| 1998   | 2014   | Кристин Гонню  | Социалистическая партия | вице-президент генерального совета |
| 2014   | 2020   | Жан-Пьер Гранж |                         |                                    |

## Экономика
Основу экономики составляет сельское хозяйство.
В 2010 года среди 382 человек трудоспособного возраста (15—64 лет) 291 были экономически активными, 91 — неактивными (показатель активности — 76,2 %, в 1999 году было 74,3 %). Из 291 активных жителей работали 270 человек (143 мужчины и 127 женщин), безработных было 21 (7 мужчин и 14 женщин). Среди 91 неактивных 24 человека были учениками или студентами, 45 — пенсионерами, 22 были неактивными по другим причинам.

## Фотогалерея

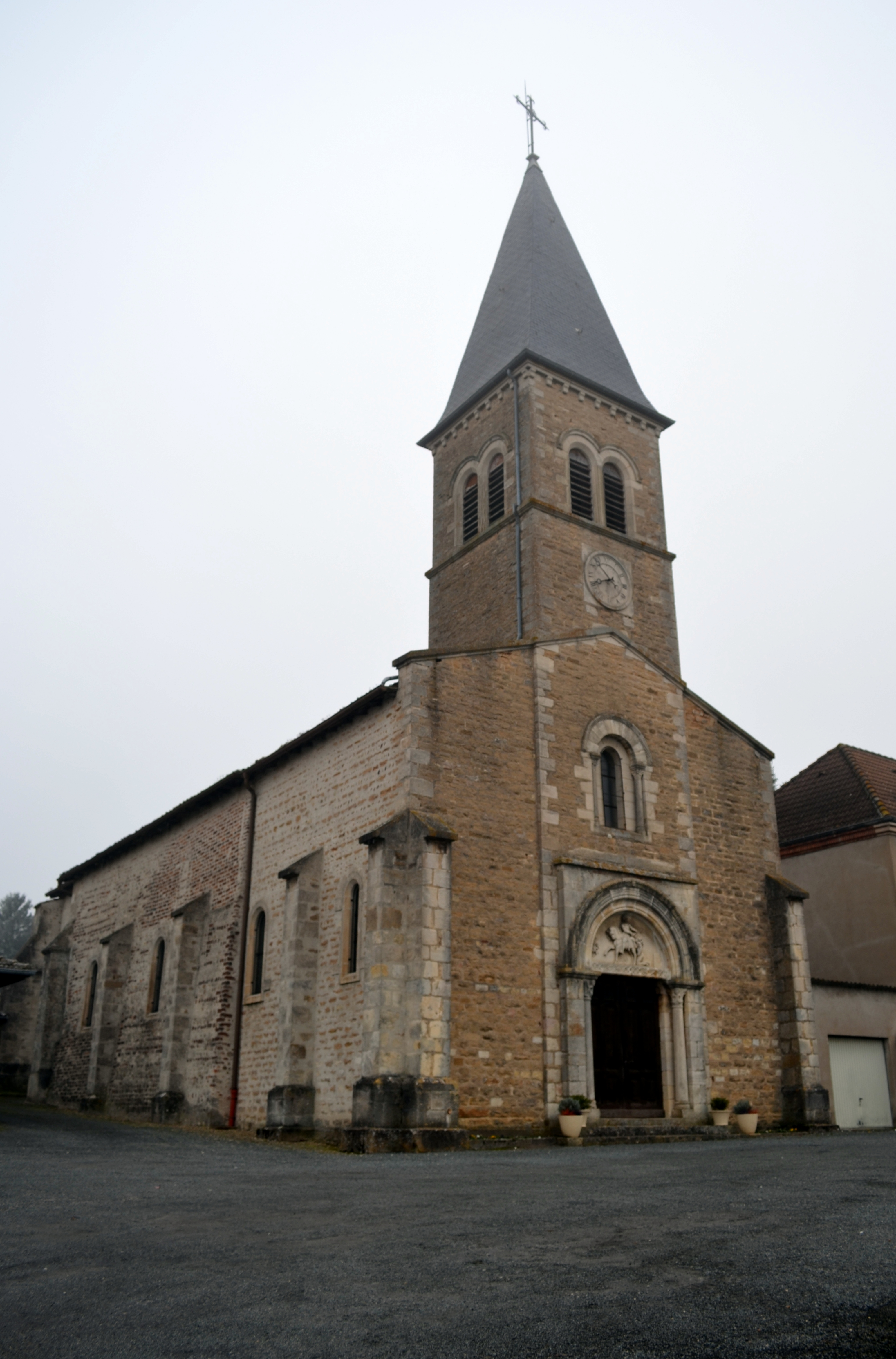
Церковь Св. Мартина
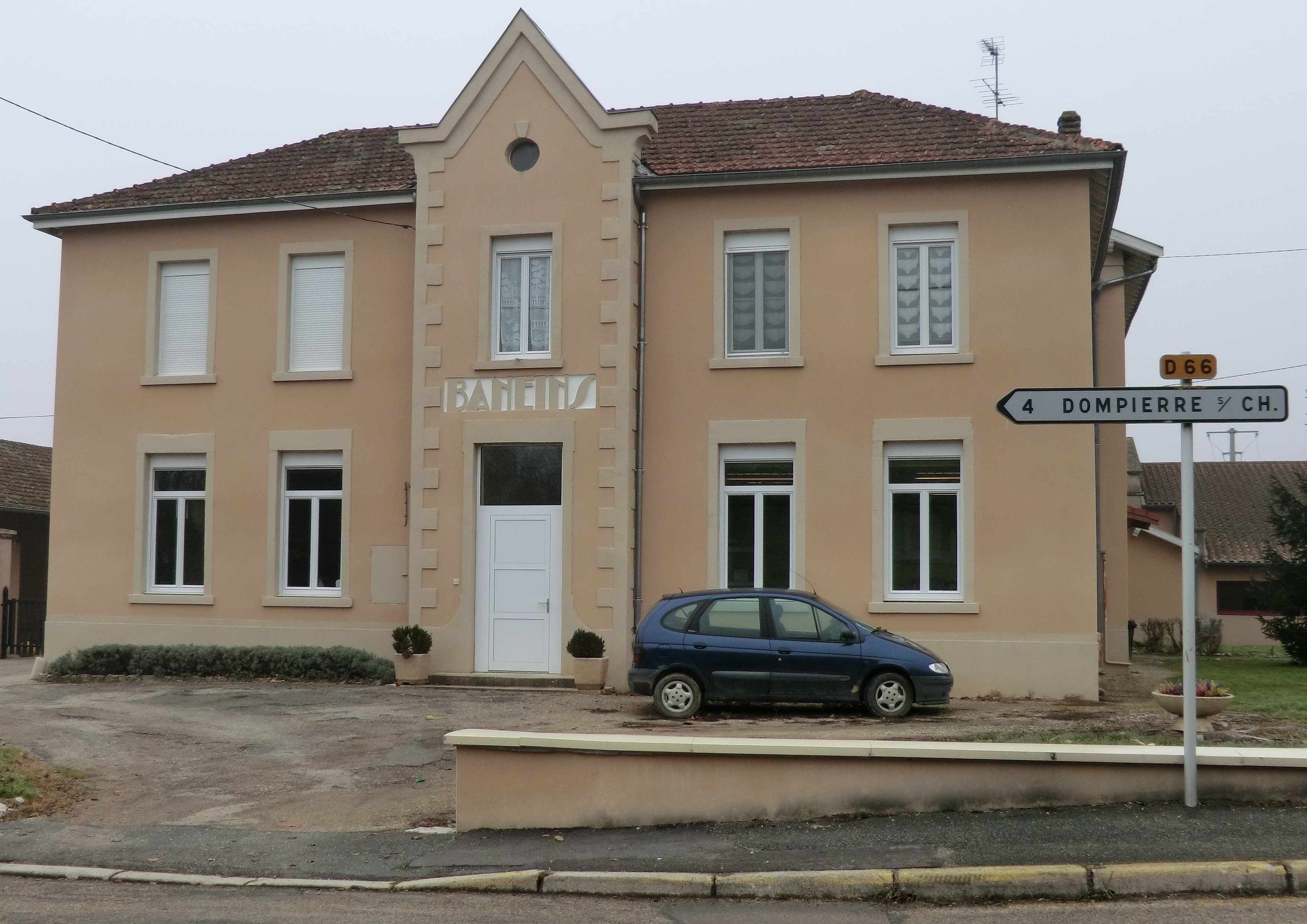
Мэрия
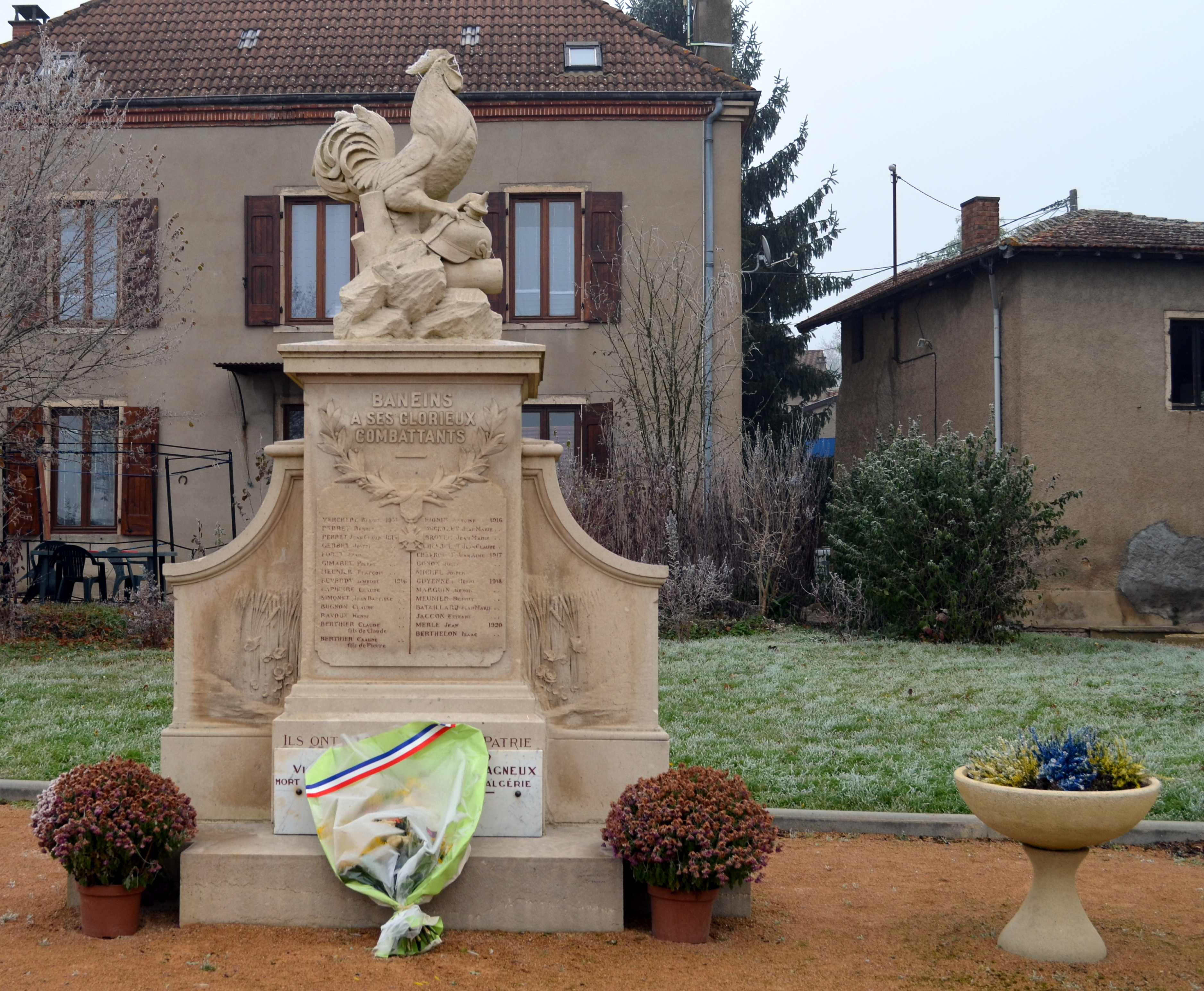
Военный мемориал
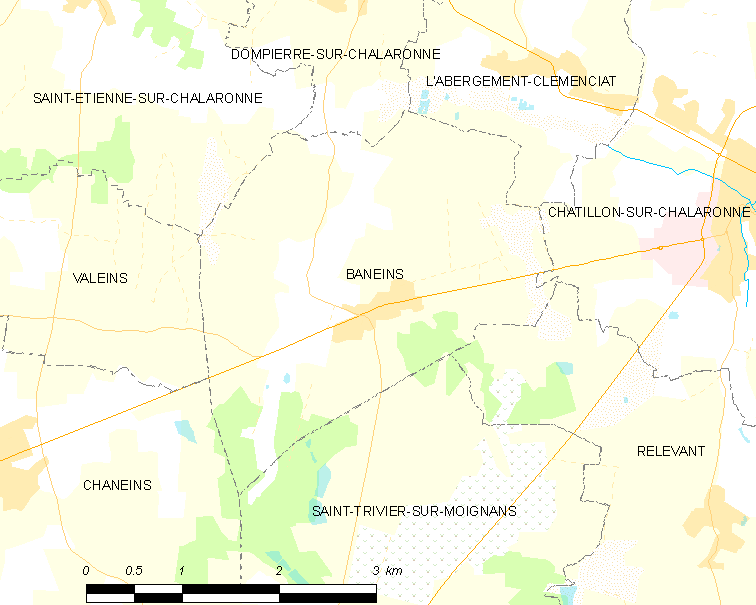
Карта коммуны